# Ragadia umbrata
Ragadia umbrata är en fjärilsart som beskrevs av Hans Fruhstorfer 1911. Ragadia umbrata ingår i släktet Ragadia och familjen praktfjärilar. Inga underarter finns listade.